# Itaberaí (ort)
Itaberaí är en ort i Brasilien.   Den ligger i kommunen Itaberaí och delstaten Goiás, i den centrala delen av landet, 200 km väster om huvudstaden Brasília. Itaberaí ligger 705 meter över havet och antalet invånare är 22 129.
Terrängen runt Itaberaí är platt.
Omgivningarna runt Itaberaí är huvudsakligen savann. Runt Itaberaí är det glesbefolkat, med 19 invånare per kvadratkilometer.